# Rio Tern
O rio Tern (historicamente conhecido como Tearne) fica no condado inglês de Shropshire. O rio nasce no noroeste da cidade de Market Drayton, no norte do condado.
Considera-se que a fonte do Tern é um lago situado em torno de Maer Hall, Stanffordshire. Desde então, flui uns 48 km, recebendo as águas do rios Meese e Roden (o seu maior afluente), até que desemboca no rio Severn em Attingham Park, Atcham. Em Longdon-on-Tern, o Tern é atravessado pelo primeiro aqueduto navegável de ferro fundido do mundo, desenhado por Thomas Telford para comunicar o abandonado canal de Shrewsbury. Os 56,7 metros de comprimento da estrutura ainda se mantêm em pé, ainda que abandonadas no meio do campo.